# شهرستان لارستان
شهرستان لارستان، یکی از شهرستان‌های استان فارس در ایران است. مرکز این شهرستان، شهر لار است که همچنین مرکز منطقهٔ لارستان بزرگ نیز به‌شمار می‌رود. لارستان پهناورترین شهرستان استان فارس است. 

## پیشینهٔ نام
بر اساس اسطوره‌ها و افسانه‌های قدیم ایران زمین آورده‌اند، گرگین میلاد از پهلوانانِ باستان، بنیان‌گذار شهری بود که با مشتق‌گیری از نام او احتمالاً به لاد شهرت یافت و این نام بعدها به لار دگرگون شد.
طبق روایات افسانه‌ای موجود، پس از گرگین میلاد فرزندان آن پهلوان افسانه‌ای، نسل اندر نسل به حکومت این منطقه منصوب شده‌اند و تا سال ۱۰۱۵ ق، حکومتشان زیر لقای شاهان ایران بر جای بوده است.

## تاریخ

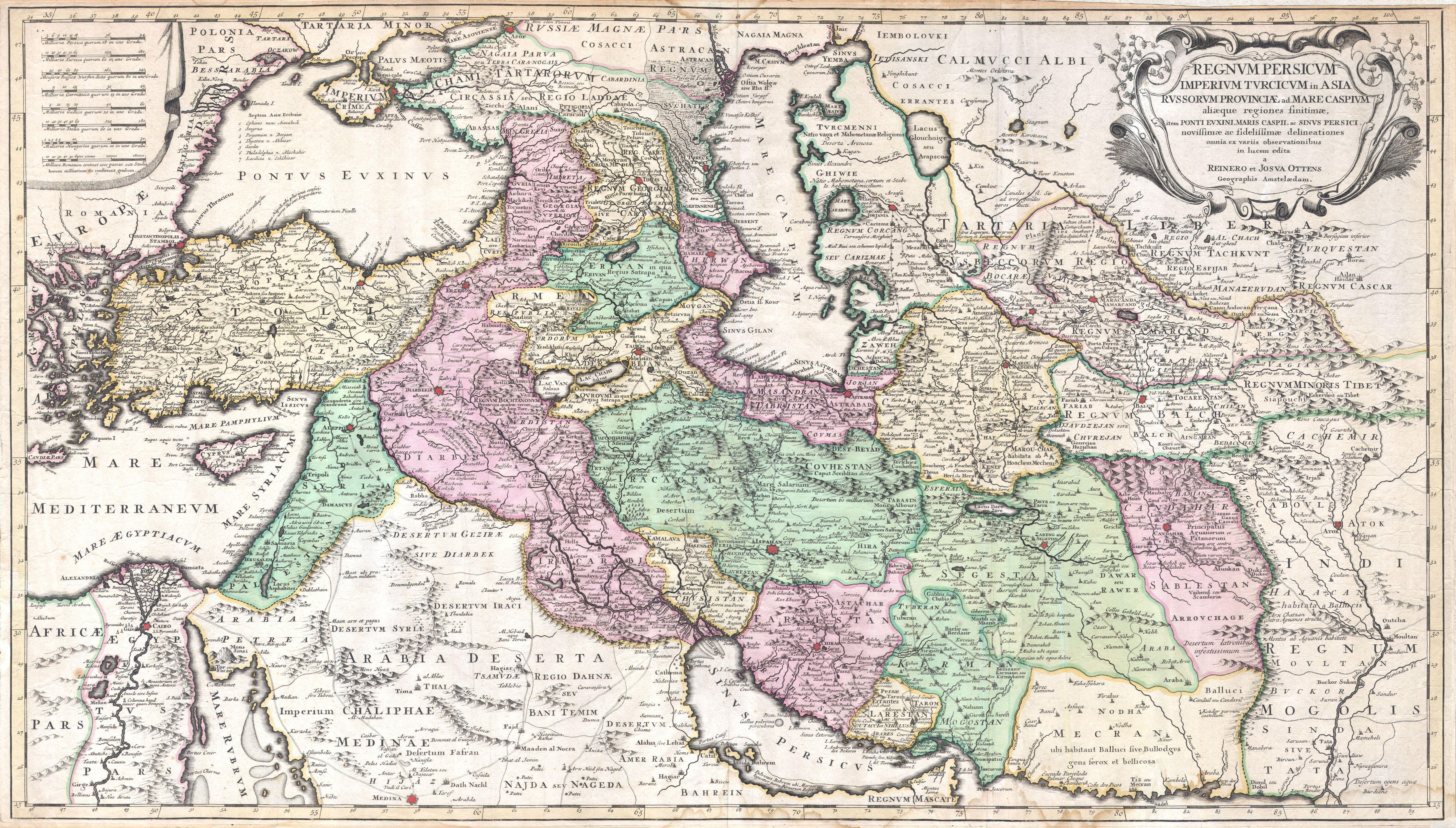
نقشه‌ای اروپایی از سال ۱۷۳۰ که لارستان ایالتی جداگانه در کشور ایران ترسیم شده است.

تأسیس لار کنونی در اواخر قرن ششم قمری بیان شده است و ذکری از آن تا قرن هفتم و هشتم قمری به میان نیامده است. اولین بار منابع قرن هشتم هجری از جمله حمدالله مستوفی از لار خبر داده است.
ساکنان بومی بحرین هنوز هم بعد از سالها، به زبان لارستانی تکلم می‌کنند. لارستان در دوره صفویه ولایتی مهم و وسیع در جنوب فارس بوده و سکه تجاری مخصوص خود را ضرب می‌کرده است.
منطقه لارستان در دوره صفویه، از حکومت مرکزی جدا بوده و گمرکات جنوب (بندرعباس و قشم) را در اختیار داشته است. شاه عباس صفوی با کمک حاکم کرمان و شیراز، لارستان را پس از محاصره طولانی تصرف می‌کند. بازار قیصریه لار را دیده و به تقلید از این بازار، بازار بزرگ اصفهان را می‌سازد. پس از تصرف لار، بندر گمبرون و گمرکات جنوب را تصرف کرده و به همین دلیل اسم بندر گمبرون به بندرعباس تغییر می‌کند.
فرهنگ و زبان لارستانی تأثیر زیادی بر مناطق جنوب و کشورهای حاشیه خلیج فارس داشته و زبان لارستانی در این مناطق با لهجه‌های گوناگون تکلم می‌شود. مردم و حاکمان عرب امارات متحده عربی ریشه لارستانی دارند.

### راه‌های باستانی
وجود راه‌های باستانی که از فیروزآباد و استخر از طریق خنج، و علامرودشت و فال و اسیر به طرف بندر باستانی سیراف، و جنوب می‌رفته است و آثار آن بر جای مانده در این مسیر، از نشانه‌های وجود فرهنگ و تمدن پیش از اسلام در این منطقه است. همچنین راه باستانی آتشکده آذرفرنبغ کاریان که از طریق روستای باستانی هود در شهرستان اوز و آتشکده محلچه به سوی کاخ اردشیر بابکان در شهر گور یعنی فیروزآباد پر رونق بوده وموبدان از این محور آتش مقدس را جابه‌جا می‌کردند.

### بناهای تاریخی
از جمله بناهای تاریخی پیش از اسلام در لارستان تمب بت، قلعه اژدها پیکر در لار، آتشکدهُ محلچه در بین راه اصلی لار به شیراز، قلعه جبرئیل در بنارویه و کاروانسراهای متعدد واقع در بین جاده‌های شهرها می‌توان نام برد.

## جغرافیا
شهرستان لارستان دارای مساحتی برابر با ۱۰٬۷۴۱ کیلومتر مربع است. این شهرستان در جنوب استان فارس و بین نوار ۵۳ درجه و ۸۷ دقیقه تا ۵۵ درجه ۴۴ دقیقه طول شرقی و ۲۷ درجه و ۲۱ دقیقه تا ۲۸ درجه و ۲۱ دقیقه عرض شمالی واقع شده است.
این شهرستان از شمال شرق با شهرستان داراب، از شمال با شهرستان زرین‌دشت، از شمال غرب با شهرستان جویم، از غرب با شهرستان اوز و شهرستان گراش و از جنوب غرب با شهرستان لامرد در استان فارس همسایه است.
این شهرستان همچنین از جنوب با شهرستان بستک، از جنوب شرق با شهرستان خمیر و شهرستان بندرعباس و از شرق و شمال‌ شرق با شهرستان حاجی‌آباد در استان هرمزگان همسایه است.

### آب و هوا
شهرستان لارستان از نظر آب و هوا جزو مناطق گرم و خشک به‌شمار می‌رود و دارای زمستان‌هایی سرد و خشک و تابستان‌هایی گرم و خشک است.

### کوه‌ها
شهرستان لارستان در جنوب رشته‌کوه‌های زاگرس و در زاگرس چین‌خورده واقع شده ‌است. که در این منطقه کوه‌ها به صورت موازی غرب به شرق طاق‌دیس‌هایی به وجود آورده‌اند و هر کدام از این طاق‌دیس‌ها از نام یا نام‌هایی برخوردارند که به تعدادی از آن‌ها اشاره می‌شود.
- کوه البرز ۲٬۶۶۳
- کوه شب ۲٬۶۷۰
- کوه شور ۲٬۲۲۵
- کوه برخ ۲٬۲۱۶
- کوه گاوبست ۲٬۱۷۰
- کوه کورده ۱٬۹۷۰
- کوه گچ ۱٬۹۰۰

### گنبدهای نمکی لارستان
گنبدهای نمکی متعدد در لارستان چهرهٔ این منطقهٔ بزرگ از کشور را دگرگون کرده‌اند. گنبدهای نمکی که از رسوبات نمک طی میلیون‌ها سال به سطح زمین می‌رسند و همیشه در حال رشد هستند گنبدهای نمکی در لارستان امروزه به ارتفاعات مهمی تبدیل شده که با تنوع رنگ‌ها، چشم‌ها به آن خیره می‌گردد و یکی از مهم‌ترین جاذبه‌های گردشگری در لارستان به‌شمار می‌آیند افزون بر جذب گردشگر، منابع غنی از معادن مختلف را در خود جای داده‌اند که در رأس آن‌ها نمک و از دیگر ذخایر معدنی گوگرد، اورانیوم، آهن، سولفات، گرانیت و … می‌توان نام برد. در منطقهٔ لارستان تعداد زیادی از این گنبدها وجود دارد که در اینجا به چند مورد از آن‌ها اشاره می‌شود.
- گنبد نمکی کرمستج در ۲۰ کیلومتری شهر لار.
- گنبد نمکی برخ واقع در روستای کرمستج به فاصله ۲۵ کیلومتری از لار.
- گنبد نمکی گچ واقع در طاق‌دیس گچ به فاصله ۱۵ کیلومتری شهر لار.
- گنبد نمکی کهنه مرکزی - ۲۰ کیلومتری لار.
- گنبد نمکی بادنی واقع در کوه شور کرمستج ۳۵ کیلومتری لار
- گنبد نمکی بریز (معروف به سینه‌سفید) به فاصلهٔ ۳۵ کیلومتری از لار
- گنبد نمکی شاه غیب
- گنبد نمکی بنو
- گنبد نمکی پاسخند
- گنبد نمکی گاوبست

### رودخانه‌ها
- رودخانهٔ خشک شور کهنه مرکزی
- رودخانهٔ خشک کل
- رودخانهٔ خشک مهران
- رودخانهٔ شور شاه غیب

### منطقهٔ حفاظت‌شدهٔ هرمود
منطقهٔ حفاظت‌شدهٔ هرمود در بین استان‌های فارس و هرمزگان واقع است. این منطقه که در شرق لارستان و در مرز مشترک استان فارس و هرمزگان قرار گرفته در حدود ۲۰۱٬۶۲۵ هکتار وسعت دارد و به علت داشتن شرایط خاص زیستگاهی، از نظر برخورداری از گونه‌های گیاهی و جانوری خاصِ مناطق گرمسیری و قوچ لارستان، یکی از مناطق بی‌نظیر و قابل توجه گردشگاهی و پژوهشی است.
طبق مصوبه شورای عالی محیط‌زیست ۲۰۱ هزار هکتار تحت عنوان منطقهٔ حفاظت شده در ۴۰ کیلومتری شرق لار به نام هرمود اعلام شد. بخشی از رودخانه شور که از غرب به شرق جاری است سراسر مرز شمالی منطقه را تشکیل می‌دهد. مرز غربی و جنوبی منطقه جاده لارـ بندرعباس است. هدف از اعلام این منطقه به عنوان منطقه حفاظت شده حفاظت از قوچ نادر لارستان است. چشم‌اندازهای زیبای منطقه به خصوص کوه شب به ارتفاع ۲٬۶۸۲ متر بلندترین کوه لار در دشت جیحون با پوشش گیاهی عالی است.
از گیاهان منطقه می‌توان آکاسیا، کنار، کهور، استبرق، بادام کوهی، بنه، کیکم، زیتون، سرو کوهی، مورخش شاخ غزالی، گیاهان شورپسند، گز قیچ، نخل، نیزار، پده، انار شیطان، گیاهان صخره، چسب پامچال و لکچی را نام برد و از گونه‌های جانوری می‌توان به بز، قوچِ لارستان و میشِ لارستان، جبنیر، پلنگ، کفتار، گرگ، روباه معمولی، شاه روباه و شغال، انواع گربه وحشی، تشی، خارپشت، هوبره، چاخ لق، کوکر، کبوتر، قمری معمولی، چکاوک، چک‌چک، جغد، خور، سبزقبا، کبک، تیهو و لیکو، انواع پرندگان شکاری و لاشخور، شهدخوار، سسک، توکا، طرقه، کمرکولی، دارکوب و انواع پرندگان مهاجر مانند حواصیل، لک لک سیاه، اردک، آبچلیک، دیدومک و خزندگان انواع مختلفی از مارمولک‌ها و مارها و اخیراً گزارش‌هایی در مورد مشاهده یوزپلنگ و خرس سیاه داده شده. به منظور تأمین آب حیات وحش غیر از چشمه‌ها و منابع آب موجود سه آبشخور مصنوعی و دو تلمبه بادی طراحی و نصب و آب انبار موجود مرمت و بازسازی شده است.

## مردم‌شناسی

### جمعیت
بر پایه سرشماری عمومی نفوس و مسکن در سال ۱۳۹۵، جمعیت شهرستان لارستان برابر با ۱۴۷٬۴۵۶ نفر بوده است.

### قومیت و زبان
مردم شهرستان لارستان از فارس‌های لارستانی (اچمی) هستند و به زبان لارستانی (اچمی) سخن می‌گویند.
دین و مذهب
دین اکثریت مردم شهرستان اسلام است و مذهب آنها سنی شافعی و شیعه جعفری است.
گروه کوچکی از مردم شهرستان در شهر لار پیرو دین یهودیت و مذهب ارتدکس هستند.

## اقتصاد و صنعت
بازرگانی، صنعت و خدمات پیشهٔ عمدهٔ اهالی شهرستان لارستان است و برخلاف عمدهٔ مناطق کشور، کشاورزی و دامپروری به دلایلی چون کم‌آبی، هوای نامساعد و شوری اراضی این شهرستان (به‌ویژه در نواحی جنوبی) در این منطقه رونق چندانی ندارد.
شهرستان لارستان دارای دو شهرک صنعتی به نام‌های شهرک صنعتی لار با ۱۱۹ هکتار مساحت و شهرک صنعتی بخش بیرم با ۴۲ هکتار و دو ناحیه صنعتی حسن‌لری و پشته‌سنگر شهر لار هرکدام با ۱۳ هکتار مساحت و در مجموع ۱۸۷ هکتار فضای صنعتی است.
لارستان از حیث تعداد واحدهای واگذاری و فعالیت پس از شهرستان شیراز در رده دوم شهرهای استان فارس قرار دارد؛ در شهرک صنعتی شهر لار تا به حال ۱۰۷ واگذاری زمین صورت پذیرفته که از این تعداد ۶۰ واحد دارای پروانه بهره‌برداری، ۲۵ واحد نیمه‌فعال و مابقی در حال ساخت یا تعطیل است. شهرک صنعتی بزرگ شهر لار دارای دو فاز ۶۰ هکتاری است.

## ره‌آورد

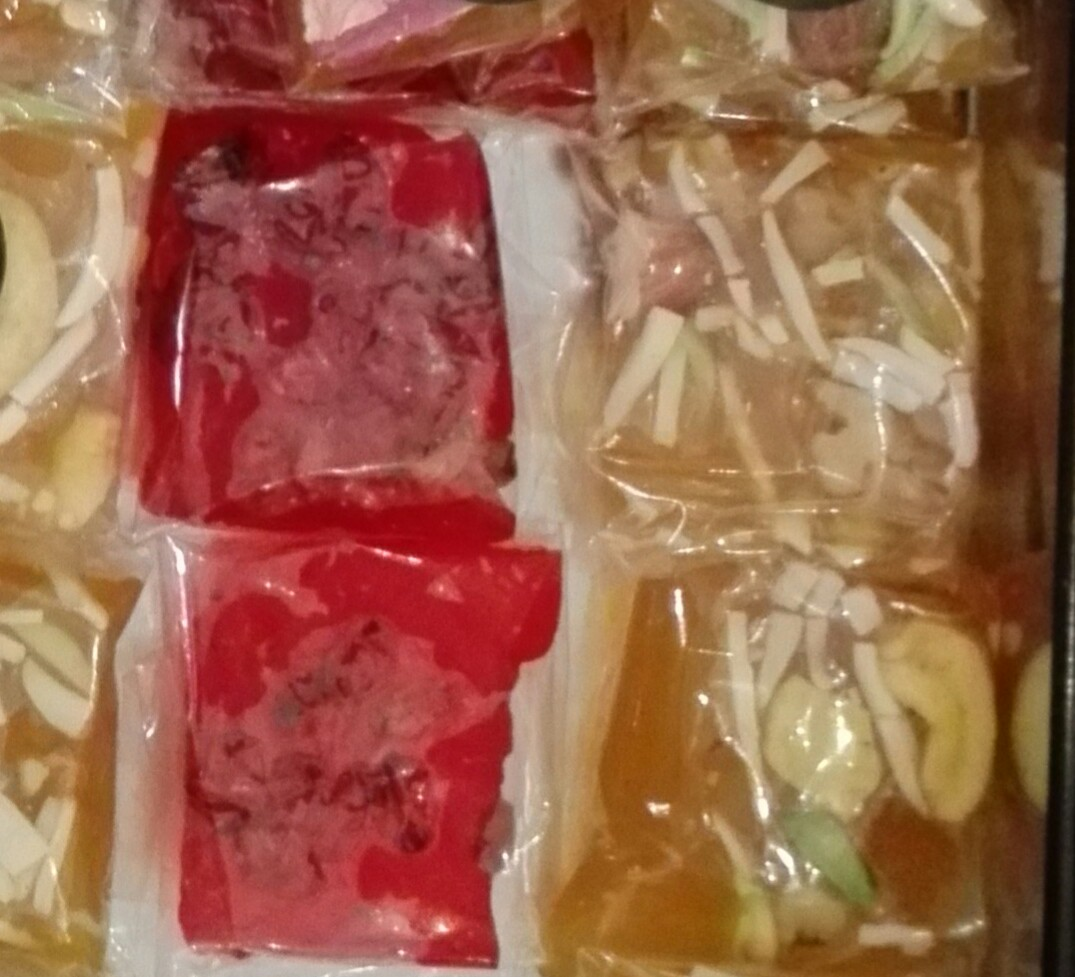
دو نوع مسقطی

- حلوا مسقطی لاری: یکی از معروف‌ترین سوغات لارستان است. این حلوا ترکیبی از نشاسته، روغن، مغز پسته، آرد، شکر و رنگ‌های گیاهی است. این حلوا هم‌اکنون در بسته‌های زیبا و رنگارنگ و در طعم‌های مختلف به شهرهای دیگر ایران صادر می‌شود.
- کنجه لاری: کبابی بسیار خوش طعم که با ترکیب گوشت (گوساله، گوسفند، مرغ و…) با نوعی ماست تهیه می‌شود و قدمتی چند صد ساله در لارستان دارد.
- مهوه (مهیاوه): نوعی خوراک لارستانی محسوب می‌شود که با تخمیر نوعی ماهی که در اصطلاح محلی به آن «موتو» می‌گویند تهیه می‌شود و همراه با نان میل می‌شود.
- پپلوس: نوعی غذای قدیمی که با تکه‌های نان، پیاز و… درست می‌شود و می‌توان گفت در لارستان امروز رواج کمتری دارد.

## ترابری

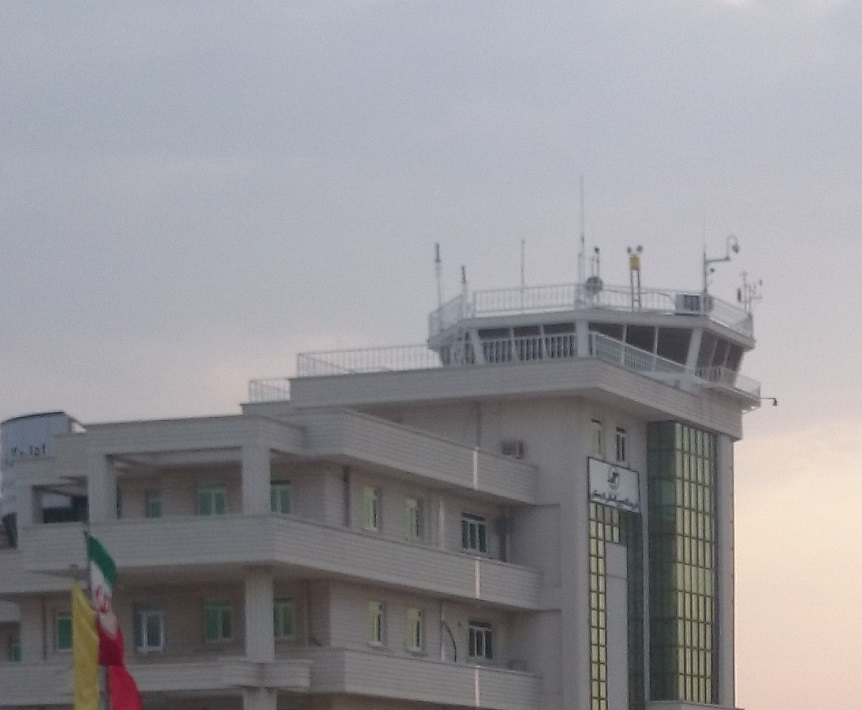
فرودگاه لارستان

### مسیرهای ارتباطی
فاصله لار تا شیراز ۳۳۰ کیلومتر، و تا بندرعباس ۲۴۰ کیلومتر است. از لحاظ دسترسی به دریا کوتاه‌ترین مسیر ۱۶۰ کیلومتر است که آن را به بندر پل متصل می‌کند ولی به شکل خط مستقیم این فاصله به ۹۷ کیلومتر تقلیل می‌یابد.

### فرودگاه
فرودگاه بین‌المللی آیت‌الله آیت‌اللهی لارستان از سال ۱۳۳۹ فعالیت خود را آغاز کرده است و در حاضر پروازهایی به مقاصد تهران، دبی، شارجه، ابوظبی، کویت‌سیتی، مسقط و دوحه در این فرودگاه برقرار می‌باشد، در ایام حج نیز پروازها به مقاصد مدینه و جده برقرار است.

### راه‌آهن
راه‌آهن لارستان قطعه‌ای از مسیر راه‌آهن شیراز-بندرعباس می‌باشد که در دست احداث می‌باشد. این مسیر راه‌آهن به‌صورت یک خطه از بندرعباس آغاز و پس از گذر از شهرستان لارستان و جهرم در شهرستان کوار به راه‌آهن شیراز-بوشهر متصل می‌شود.
هم‌اکنون راه‌آهن فعال لارستان از طریق ایستگاه زاد محمود هرمزگان در شرق لارستان امکان‌پذیر می‌باشد. و دهستان درزوسایبان شهرستان لارستان به راه‌آهن سراسری وصل می‌کند.

## تقسیمات کشوری
شهرستان لارستان دارای ۴ بخش، ۹ دهستان و ۷ شهر به شرح زیر است:
| بخش       | مرکز بخش | جمعیت بخش ۱۳۹۵ | دهستان       | مرکز دهستان   | جمعیت دهستان ۱۳۹۵ | شهر                  | جمعیت شهر ۱۳۹۵                           |
| --------- | -------- | -------------- | ------------ | ------------- | ----------------- | -------------------- | ---------------------------------------- |
| مرکزی     | لار      | ۱۰۴٬۱۴۶ نفر    | حومه         | هرمود مهرخوئی | ۱۰٬۶۱۳ نفر        | لار خور لطیفی دهکویه | ۶۲٬۰۴۵ نفر ۷٬۳۳۸ نفر ۷٬۳۰۰ نفر ۴٬۵۲۳ نفر |
| مرکزی     | لار      | ۱۰۴٬۱۴۶ نفر    | دهکویه       | کورده         | ۶٬۲۴۶ نفر         | لار خور لطیفی دهکویه | ۶۲٬۰۴۵ نفر ۷٬۳۳۸ نفر ۷٬۳۰۰ نفر ۴٬۵۲۳ نفر |
| مرکزی     | لار      | ۱۰۴٬۱۴۶ نفر    | درز و سایبان | درز           | ۶٬۰۸۱ نفر         | لار خور لطیفی دهکویه | ۶۲٬۰۴۵ نفر ۷٬۳۳۸ نفر ۷٬۳۰۰ نفر ۴٬۵۲۳ نفر |
| بنارویه   | بنارویه  | ۱۶٬۷۲۳ نفر     | ده فیش       | ده فیش        | ۴٬۳۰۷ نفر         | بنارویه              | ۹٬۰۷۷ نفر                                |
| بنارویه   | بنارویه  | ۱۶٬۷۲۳ نفر     | بنارویه      | بنارویه       | ۳٬۳۳۹ نفر         | بنارویه              | ۹٬۰۷۷ نفر                                |
| بیرم      | بیرم     | ۱۳٬۷۳۲ نفر     | بالاده       | بالاده        | ۶٬۱۶۲ نفر         | بیرم                 | ۷٬۳۰۰ نفر                                |
| بیرم      | بیرم     | ۱۳٬۷۳۲ نفر     | بیرم         | بیرم          | ۲۷۰ نفر           | بیرم                 | ۷٬۳۰۰ نفر                                |
| صحرای باغ | عمادشهر  | ۱۲٬۸۵۵ نفر     | صحرای باغ    | باغ           | ۷٬۰۰۷ نفر         | عمادشهر              | ۴٬۲۳۵ نفر                                |
| صحرای باغ | عمادشهر  | ۱۲٬۸۵۵ نفر     | عمادده       | عمادشهر       | ۱٬۶۱۳ نفر         | عمادشهر              | ۴٬۲۳۵ نفر                                |